# Sparapet

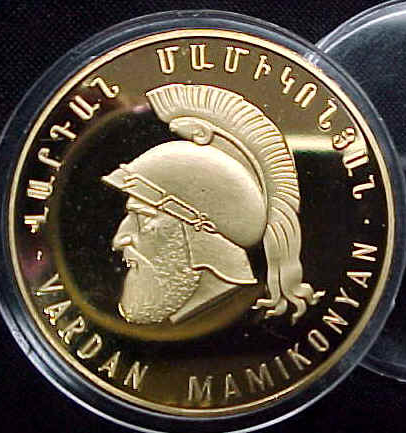
Medalla de Vardan II Mamiconio

Sparapet (en armenio Սպարապետ ) era un cargo hereditario entre los militares usado en Armenia durante la Antigüedad y la Edad Media. El portador del título era comandante supremo de las fuerzas armadas. Era el equivalente en Partia al Spahbod (comandante en jefe). La casa de Mamiconio ostentó tradicionalmente el título hasta su debilitamiento y final integración en el Imperio bizantino en el siglo IX, cuando los señores feudales Bagratuni y Arcruni adoptaron el título.